# Sigrun Wodars
Sigrun Wodars, geborene Sigrun Ludwigs, in zweiter Ehe Sigrun Grau, (* 7. November 1965 in Neu Kaliß) ist eine ehemalige deutsche Leichtathletin. Für die DDR startend wurde sie 1988 Olympiasiegerin im 800-Meter-Lauf.

## Leben
Wodars startete für den SC Neubrandenburg. Dort trainierte sie zusammen mit Christine Wachtel, die auch mehrmals bei internationalen Höhepunkten ihre Rivalin im Endlauf war. Trainer beider Sportlerinnen war Walter Gladrow. Unter ihrem Geburtsnamen Sigrun Ludwigs wurde sie 1982 DDR-Juniorenmeisterin im 400-Meter-Lauf. Bei den Junioreneuropameisterschaften 1983 gewann sie mit der 4-mal-400-Meter-Staffel die Bronzemedaille.
Bei den Halleneuropameisterschaften 1986 holte sie den Titel im 800-Meter-Lauf und gewann im Freien Silber bei den Europameisterschaften im selben Jahr. 1987 wurde sie bei den Halleneuropameisterschaften Zweite hinter Christine Wachtel, konnte aber bei den Weltmeisterschaften in Rom mit einer Zeit von 1:55,26 min, die auch noch im November 2024 deutschen Rekord darstellt, den Titel gewinnen.

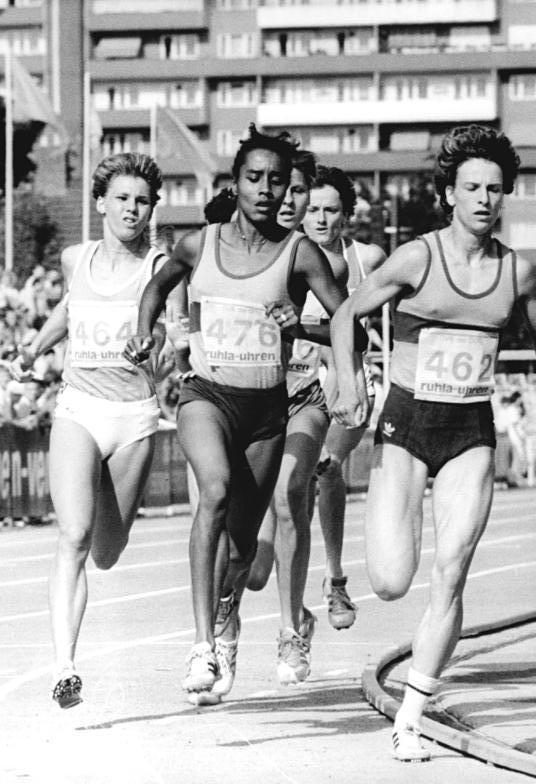
Sigrun Wodars (rechts) 1989

Nachdem Wodars bei den Olympischen Spielen 1988 in Seoul Gold im 800-Meter-Lauf errungen hatte, wofür sie den Vaterländischen Verdienstorden in Gold erhielt, wurde sie 1989 Weltcup-Zweite und Europacup-Zweite auf dieser Strecke und gewann zudem mit der 4-mal-400-Meter-Staffel der DDR den Europacup.
Ihren letzten Titel holte Sigrun Wodars in Split bei den Europameisterschaften 1990 über 800 Meter. Nach der zweiten Eheschließung startete sie unter dem Namen Sigrun Grau bei den Weltmeisterschaften 1991 und bei den Olympischen Spielen 1992 in Barcelona, schied jedoch in den Vorläufen aus. Ihr erster Ehemann Frank Wodars war ebenfalls als Leichtathlet aktiv.
In ihrer aktiven Zeit war sie 1,66 m groß und 54 kg schwer. Bei einer Zeugenvernehmung bei der ZERV gab sie 1998 an, von November 1983 bis Mitte 1990 regelmäßig die Anabolika Oral-Turinabol und STS eingenommen zu haben.
Wodars studierte Sportwissenschaften an der DHfK Leipzig, Außenstelle Neubrandenburg, und wurde Diplom-Sportlehrerin. Parallel absolvierte sie eine Ausbildung zur Physiotherapeutin. Nach Ende ihrer Sportlerlaufbahn arbeitet sie als Lehrerin an einer Berufsschule für Physiotherapie in Neubrandenburg.
In der DDR erhielt sie die Auszeichnung Vaterländischer Verdienstorden in Gold.